# 팀 스토리
팀 스토리(영어: Tim Story, 1970년 3월 13일 ~ )는 미국의 영화 감독이다. 마블 코믹스 원작의 슈퍼히어로 영화 《판타스틱 포》(2005)의 감독으로 유명하다. 여러 뮤지션들의 뮤직비디오의 감독도 자주 했다.

## 제작/감독 작품
- 택시: 더 맥시멈(2004)
- 판타스틱 4(2005)
- 판타스틱 4: 실버 서퍼의 위협(2007)
- 씽크 라이크 어 맨(2012)
- 라이드 어롱(2014)
- 씽크 라이크 어 맨 투(2014)
- 라이드 어롱 2(2016)
- 샤프트(2019)
- 톰과 제리(2021) - 비둘기 아나운서 역 (목소리)